# آلخاندرو مونتکیا
آلخاندرو مونتکیا (انگلیسی: Alejandro Montecchia؛ زادهٔ ۱ ژانویهٔ ۱۹۷۲) بازیکن بسکتبال اهل آرژانتین بود.
از باشگاه‌هایی که در آن بازی کرده است می‌توان به المپیا میلان و باشگاه بسکتبال والنسیا اشاره کرد.
وی در مسابقات کشوری و بین‌المللی در مجموع برندهٔ ۲ مدال طلا، ۲ مدال نقره، ۱ مدال برنز شده است.